# Ренчно (гміна Ренчно)
Ренчно (пол. Ręczno) — село в Польщі, у гміні Ренчно Пйотрковського повіту Лодзинського воєводства.
Населення — 753 особи (2011).
У 1975-1998 роках село належало до Пйотрковського воєводства.

## Демографія
Демографічна структура станом на 31 березня 2011 року:
|          | Загалом | Допрацездатний вік | Працездатний вік | Постпрацездатний вік |
| -------- | ------- | ------------------ | ---------------- | -------------------- |
| Чоловіки | 368     | 75                 | 240              | 53                   |
| Жінки    | 385     | 79                 | 215              | 91                   |
| Разом    | 753     | 154                | 455              | 144                  |